# Plateau du Tinrhert
Le plateau du Tinrhert ou Hamada du Tinrhert (29° 00′ 00″ N, 9° 00′ 00″ E) est un plateau désertique d'Algérie, situé dans la wilaya d'Illizi. Le plateau du Tinrhert est situé à 549 mètres d'altitude. Il est composé de roches calcaires.
Le plateau du Tinrhert est situé entre le Grand Erg oriental au nord et le bassin d'Illizi au sud. Sa datation est estimée comme étant d'âge cénomano-turonien.